# Compensatieregeling transitievergoeding
De compensatieregeling transitievergoeding langdurige arbeidsongeschiktheid (Kortweg: compensatieregeling transitievergoeding of CRTV) is een Nederlandse regeling uit de Wet Arbeidsmarkt in Balans. De regeling maakt het voor werkgevers mogelijk als na beëindiging van de arbeidsovereenkomst in verband met langdurige arbeidsongeschiktheid van de werknemer een transitievergoeding is betaald, een vezoek in te dienen voor compensatie bij het UWV. Dit kan ook met terugwerkende kracht bij dienstverbanden die zijn geëindigd vanaf 1 juli 2015. Op 1 april 2020 is de regeling in werking getreden.

## Termijn
Voor (transitie)vergoedingen die zijn betaald voor 1 april 2020 dient de aanvraag uiterlijk 31 september 2020 te zijn ingediend. Voor overige gevallen geldt dat de compensatieaanvraag uiterlijk 6 maanden na volledige betaling van de (transitie)vergoeding moet zijn ingediend. Ook wanneer het einde van de wachttijd dus is gelegen voor 1 april 2020, maar het dienstverband na 1 april 2020 wordt beëindigd en er na die datum een (transitie)vergoeding wordt betaald dient de aanvraag dus 6 maanden na de betaling te zijn ingediend.

#### Afhandeltermijn
UWV heeft voor alle aanvragen waar het einde van de wachttijd (het einde van de 104 weken ziekte, eventueel verlengd met de periode van loonsanctie) is gelegen voor 1 april 2020 een afhandeltermijn van 6 maanden. Ook als beëindiging van het dienstverband en betaling van de (volledige) vergoeding na die datum heeft plaatsgevonden.

## Uitvoeringinstituut
Met de Wet arbeidsmarkt in balans is geregeld dat het UWV verantwoordelijk is voor het beoordelen van het recht op een transitievergoeding en de compensatie. Het berekenen van de hoogte van de compensatie en het verzorgen van een tijdig en correcte uitkering zijn taken die zijn toebedeeld aan het UWV. Voor het aanvragen van compensatie van de transitievergoeding vult men een digitaal formulier in. Dit formulier ‘Aanvraag compensatie transitievergoeding’ staat vanaf 1 april 2020 op het werkgeversportaal van het UWV.

#### Toetsing UWV
De volgende drie voorwaarden zijn cumulatief voor het verkrijgen van de uitkering:
- De arbeidsovereenkomst is (deels) geëindigd wegens langdurige arbeidsongeschiktheid.
- De werknemer was bij het eindigen van het dienstverband nog ziek.
- De werkgever betaalde hem een transitievergoeding waar hij recht op had. Dit geldt ook als uw werknemer een ambtenaar is die sinds 1 januari 2020 een arbeidsovereenkomst heeft en aan alle voorwaarden voldoet.

#### Uitzondering bij een vervroegde IVA-uitkering
Indien de werknemer een vervroegde IVA-uitkering krijgt en als de 3 voorwaarden voor deze werknemer gelden, kunt u ook in dit geval compensatie krijgen van de door u betaalde transitievergoeding.

#### Vereiste informatie
De volgende gegevens zijn vereist om in aanmerking te komen voor de compensatie regeling:
- dat er een arbeidsovereenkomst was;
- wat de duur van de arbeidsovereenkomst was;
- dat de werknemer ziek uit dienst is gegaan;
- op welke datum de 104 weken ziekte is bereikt;
- dat er een transitievergoeding is betaald;
- hoe de transitievergoeding is berekend.

#### Bewijsstukken
De volgende bewijsstukken zijn nodig voor de beoordeling van de aanvraag voor compensatie van de transitievergoeding:
- De arbeidsovereenkomst.
- Bewijs van einde van de arbeidsovereenkomst
- Uw berekening van de hoogte van de transitievergoeding en loonstroken.
- Bewijs dat de volledige transitievergoeding betaald is en op welke datum.

#### Extra bijlagen
Soms kan het zo zijn dat er extra bijlagen nodig zijn voor de aanvraag van compenssatie van de transitievergoeding. In de volgende gevallen dient hier rekening mee gehouden te worden: 
- Bij inzetbaarheidskosten en/of transitiekosten.
- Er is eerder een transitievergoeding betaald De werknemer was dienstverlener aan huis.
- Was de werknemer dienstverlener aan huis in De werknemer was jonger dan 18 jaar De werknemer heeft ploegentoeslag en/of overwerktoeslag ontvangen.
- Bij winstuitkering en/of bonus(sen).

## Beoordeling hoogte en recht op transitievergoeding
Er zal (met uitzondering van de terugwerkende kracht gevallen) vanaf het begin van de arbeidsovereenkomst voorzien worden in een recht op transitievergoeding. Dit leidt ertoe dat iedere werknemer, ongeacht de duur van de arbeidsovereenkomst, een transitievergoeding krijgt wanneer de arbeidsovereenkomst wordt beëindigd of niet wordt voortgezet op initiatief van de werkgever.
In het wetsvoorstel is opgenomen dat de transitievergoeding per jaar dat de arbeidsovereenkomst heeft geduurd een derde bruto maandsalaris bedraagt en dat de berekening van de hoogte van de transitievergoeding over overige delen van het dienstverband naar rato zal plaatsvinden.
De hoogte van de te compenseren transitievergoeding is gemaximeerd op, onder meer, het bedrag aan transitievergoeding dat verschuldigd zou zijn bij beëindiging van de arbeidsovereenkomst na 104 weken ziekte. 

#### Rekenvoorbeeld
De hoogte van de transitievergoeding kan aan de hand het volgend voorbeeld berekend worden:
- Een werknemer met een bruto maandsalaris van €3.000 van wie de arbeidsovereenkomst wordt beëindigd na 15 jaar dienstverband heeft recht op een transitievergoeding.

Over de gehele duur van het dienstverband wordt een transitievergoeding betaald van 1/3 maandsalaris per dienstjaar. De totale verschuldigde transitievergoeding is: 15 x (1/3 x 3.000) = €15.000

#### Berekening naar rato
Bij de berekening van de transitievergoeding is de eerste stap om deze te berekenen over de hele dienstjaren. Voor de resterende duur van de arbeidsovereenkomst en voor arbeidsovereenkomsten die korter dan een jaar duren, wordt de transitievergoeding naar rato berekend. Daarvoor kan de volgende formule worden gehanteerd:

De berekening van de transitievergoeding is per 1 januari 2020 gewijzigd door de Wet Arbeidsmarkt in Balans (WAB). Het UWV gebruikt de volgende berekening:
- Is de procedure om de arbeidsovereenkomst te beëindigen gestart vóór 1 januari 2020? En kan de werkgever dit aantonen met bewijsstukken? Dan wordt de berekening van vóór 1 januari 2020 gebruikt.
- Is de procedure om de arbeidsovereenkomst te beëindigen gestart op of na 1 januari 2020? Dan wordt de berekening van 1 januari 2020 gebruikt.

*Loon dient alle elementen conform de relevante regelgeving te omvatten.

## Doel
Het doel van de genoemde wet is compensatie voor de cumulatie van kosten bij langdurige ziekte van de werknemer (loondoorbetaling en transitievergoeding).

## Opvolgend werkgeverschap
Tijdelijke contracten worden als opvolgend gezien als zij elkaar met een zogenoemde tussenpoos van zes maanden of minder opvolgen. De Nederlandse wetgever is vanwege Europese wetgeving gehouden om waarborgen te creëren om het gebruik van opeenvolgende tijdelijke arbeidsovereenkomsten te reguleren.
Er is sprake van een opvolgende arbeidsovereenkomst tussen dezelfde werkgever en werknemer, in het geval dat geen duidelijk andere vaardigheden of verantwoordelijkheden van de werknemer worden verlangd, zoals bij formeel afwijkende werkgevers, die ten aanzien van de verrichte arbeid redelijkerwijs geacht moet worden de opvolger van de vorige werkgever te zijn. Hierbij kan bijvoorbeeld worden gedacht aan een werknemer die eerst via een uitzendbureau werkzaamheden heeft verricht bij een inlener en aansluitend rechtstreeks in dienst treedt bij deze inlener om dezelfde of vergelijkbare werkzaamheden te verrichten.